# União Internacional de Matemática
A União Internacional de Matemática ou União Matemática Internacional, conhecida como IMU (do inglês International Mathematical Union) é uma organização não governamental internacional dedicada à cooperação internacional no campo da matemática. Ela faz parte do Conselho Internacional de Ciência (ICSU) e organiza o Congresso Internacional de Matemáticos. Seus membros são organizações matemáticas nacionais de 86 países.

## Membros
A União Internacional de Matemática possui ao todo 76 membros, que estão divididos em 5 grupos, sendo o Grupo 5 formado por 10 nações e considerado como grupo de elite da pesquisa em matemática mundial.  O Brasil, no início de 2018, passou a integrar esse grupo de elite tendo, em 2017, sido responsável por 2,35% da produção mundial de matemática.